# Guatteria sabuletorum
Guatteria sabuletorum är en kirimojaväxtart som beskrevs av Robert Elias Fries. Guatteria sabuletorum ingår i släktet Guatteria och familjen kirimojaväxter. Inga underarter finns listade i Catalogue of Life.